# بریزن
بریزن (به آلمانی: Breesen) یک شهر در آلمان است که در مکلنبورگیشه زنپلاته واقع شده‌است. بریزن ۵۸۴ نفر جمعیت دارد.